# Єзекиїл
Єзекиїл,(івр. יְחֶזְקֵאל Єхезке́ль — «Бог зміцнить») — старозавітній біблійний пророк, сучасник пророка Єремії; належить до великих пророків. Єзекиїл — син священика Бузія, був забраний у полон за першого нашестя халдеїв на Єрусалим в 598 до н. е., із царем Йоакимом та іншими вельможними юдеями. На п'ятому році Вавилонського полону, ще до остаточної руйнації царства юдейського, був покликаний Богом для продовження серед ізраїльського народу справи Єремії, що залишився в Єрусалимі.

## Пророцтва пророка Єзекиїла
Єзекиїл звертається до всіх дванадцятьох колін, котрі на той час майже повністю були у вигнанні: Пророцтва про суд Божий над Ізраїлем, що завинив. Видіння слави Божої. Бог посилає пророка до вигнанців. Пророцтва про долю семи поганських народів; про помилування Ізраїля. Осуд невірних пастирів і обітниця Єдиного Істинного Пастиря. Обітниця відродження народу Ізраїля. Пророцтво супроти ворогів Ізраїля — Ґоґа і Маґоґа. Видіння єднання неба із землею в образі нового храму, очищеної землі і святого міста, ім‘я котрому — Господь перебуває там. Новий устрій речей. «Ось, творю все нове!» (Одк. 21:5). Розділи 40-48 є не алегоричними, але провіщенням майбутнього. Увесь храм буде Святим Святих, і Слава Божа знову виповнить його. 

### Пророцтво Єзекиїла про воскресіння мертвих
Єзекиїл знаменитий своїм пророцтвом про воскресіння мертвих, яке одночасно символічно зображало і відновлення свободи єврейського народу. 
Пророкові було від Господа видіння. Він побачив поле, усіяне людськими кістками. Бог запитав його: «Син людський! Чи оживуть кості ці?» Єзекиїл відповів: «Господи Боже! Тільки Ти один знаєш це». Господь сказав: «Промов до кісток цих і скажи їм: кості сухі, слухайте слово Господнє!» 
Слово ж Господа було таким: "Так говорить Господь Бог кісткам цим: «Ось, Я дихну на вас і ви оживете. І обкладу вас жилами, і вирощу на вас плоть, і вкрию вас шкірою, і введу у вас дух, і оживете, і взнаєте, що Я — Господь».
І коли Єзекиїл, за велінням Божим, пророкував, стався шум, і ось, почали рухатись, і стали зближуватися кості, кожна кістка з кісткою своєю. І побачив Єзекиїл: і ось, жили на них, і плоть виросла, і шкіра вкрила їх зверху, а духу не було в них. І сказав Господь: «Проголоси пророцтво і скажи духові, так каже Господь Бог: від чотирьох вітрів прийди, душе, і дихни на цих убитих, і вони оживуть».
Слова від чотирьох вітрів означають, що від чотирьох сторін світу (півночі, півдня, сходу і заходу) душі померлих, де б вони не знаходилися, повинні зібратися на полі, вкритому бездушними тілами, й оживити їх. 
Єзекиїл виголосив пророцтво, як повелів йому Господь, і ввійшов у них дух, і вони ожили і стали на ноги свої. 
Господь сказав: «Кості ці — увесь дім Ізраїлів. Виголоси пророцтво і скажи їм, так говорить Господь Бог: і що Я — Господь, коли відкрию гроби ваші і виведу вас, народ Мій, з гробів ваших, і вкладу у вас дух Мій, і оживете, поселю вас на землі вашій».